# Arlind Rexhepi
Arlind Ibrahim Rexhepi (* 28. Juli 2003) ist ein albanisch-deutscher Fußballspieler, der als Leihspieler des SV Waldhof Mannheim beim TSV Havelse unter Vertrag steht.

## Karriere

### Verein
Arlind Rexhepi kam 2016 vom Hoisbütteler SV in die Jugend des Hamburger SV. Nachdem er dort die Jugend durchlaufen hatte, wurde er 2021 Teil der U23 des Vereins. In der Regionalliga Nord absolvierte er 77 Spiele und erzielte dabei 15 Tore. Zur Saison 2024/25 wechselte Rexhepi zum SV Waldhof Mannheim, wo er am 31. August 2024 sein Drittligadebüt im Heimspiel gegen den 1. FC Saarbrücken gab. Im Februar 2025 wechselte er für die Rückrunde auf Leihbasis zu den Stuttgarter Kickers. Im August 2025 folgte eine weitere Leihe zum TSV Havelse.

### Nationalmannschaft
Von 2018 bis 2019 kam Rexhepi für die U16 und 17-Nationalmannschaft Deutschlands zum Einsatz. Zwischen 2023 und 2024 absolvierte er 9 Länderspiele für die Albanische U21.